# Caiet de sarcini

În dezvoltarea de software, proiectarea de program se face după caietul de sarcini.

Caietul de sarcini descrie cerințele generale ale clienților către bunurile și serviciile contractorului. Bunurile pot fi: o mașină, un automobil, un avion sau software.

## Vezi și
- Dezvoltare de noi produse
- Managementul ciclului de viață al produsului